# 溫肅
溫肅（1879年—1939年），初名聯瑋，字毅夫，號檗庵、清臣，室名杜鵑庵，廣東廣州府順德縣人，清朝政治人物。
光緒二十九年（1903年），登進士，改庶吉士。光緒三十年，任編書處協修官。光緒三十三年，任翰林院編修。光緒三十四年，任國史館協修官。宣統二年（1910年），任掌湖北道監察御史。宣統三年，兼署四川道監察御史。卒諡文節。

## 家族
- 曾：溫昌虞、葉氏
- 祖：溫維城、陳氏
- 父：溫黻廷、黎氏（嫡母），余氏（生母）
- 兄弟：溫聯瑞（三兄），溫聯瑢（六弟）
- 子：溫必復（長子，麥氏出），溫如昭（三女，阿昭，麥氏出） ，溫必達（次子） ，溫必果（三子） ，溫必信（四子） ，溫必穀（五子，出嗣六弟），溫必清（六子）